# Kušinagara
Kušinagara (v sanskrtu कुशीनगर), také Kusinára, je jedním ze čtyř hlavních buddhistických poutnických míst. Podle buddhistického učení je Kušinagara místem, kde Buddha Šákjamuni odešel do parinirvány (tzv. „konečné vyvanutí“). Jeho odchodu byly přítomny bytosti ze všech světů včetně božského. Dnes se zde nachází chrámy, stúpy apod.